# Chabuata iota
Chabuata iota är en fjärilsart som beskrevs av Dyar 1918. Chabuata iota ingår i släktet Chabuata och familjen nattflyn. Inga underarter finns listade i Catalogue of Life.